# Fortunata (1813)
La balandra Fortunata fue un buque corsario al servicio de las Provincias Unidas del Río de la Plata durante la lucha por la independencia.

## Historia
La Fortunata era un navío propiedad de Domingo Martínez, dedicado al tráfico de cabotaje con matrícula del puerto de Buenos Aires.
A comienzos de 1813 su dueño la alistó en corso. Armada con un cañón de a 6 y dos esmeriles provenientes del Parque de Artillería, y tripulada por 12 hombres, comenzó a operar en junio de ese año sobre las costas de la Banda Oriental atacando embarcaciones menores, inclusive barcos de pesca, con matrícula del puerto realista de Montevideo causando un serio perjuicio al abastecimiento de la ciudad sitiada.
El Apostadero de Montevideo destacó un buque con la misión específica de detener las acciones de la Fortunata, la cual fue perseguida y apresada frente a las costas de Quilmes (Buenos Aires) el 21 de diciembre de 1813.
Tras la caída de la plaza en junio de 1814, fue represada y devuelta a su dueño, quien en enero de 1815 solicitó al gobierno de las Provincias Unidas del Río de la Plata que se le reintegrara el cañón de su propiedad que le fuera retirado por los realistas.